# Rolf Deißler
Rolf Deißler (* 24. Dezember 1935; † 18. März 2019 in Ulm) war ein deutscher Fußballspieler. Für die TSG Ulm 1846 spielte er in den 1950er und 1960er Jahren unter anderem in der erstklassigen Oberliga Süd.

## Werdegang
Deißler entstammte der Jugend des 1. SSV Ulm, den er später in Richtung Lokalrivalen TSG Ulm 1846 verließ. Dort spielte er an der Seite seines jüngeren Bruders Ortwin Deißler zunächst in der II. Division sowie nach dem Aufstieg in die Oberliga 1958 bis zum Abstieg 1961 und nach dem direkten Wiederaufstieg erneut in der Spielzeit 1962/63 in der Oberliga. Insgesamt kam der Außenstürmer dabei auf 59 Erstligapartien, in diesen erzielte er elf Tore. Nach der verpasste Qualifikation für die Bundesliga 1963 traten die „Spatzen“ in der zweitklassigen Regionalliga Süd an. 
Nach seinem Karriereende engagierte sich Deißler als Trainer in der Ulmer Region und betreute unter anderem den TSV Blaustein, den TSV Neu-Ulm und die SpVgg Au/Iller. Als Jugendtrainer kehrte er zum zwischenzeitlich aus der Fusion des 1. SSV Ulm und der TSG Ulm 1846 entstandenen SSV Ulm 1846 zurück. Zudem war der passionierte Skifahrer auch als Skilehrer tätig.